# أنسونيا
أنسونيا (بالإنجليزية: Ansonia, Connecticut)‏ هي مدينة تقع في Bridgeport-Stamford بولاية كونيتيكت في الولايات المتحدة. تأسست عام 1889، تبلغ مساحتها 16.1 (كم²)، وترتفع عن سطح البحر 25 م، بلغ عدد سكانها 19249 نسمة في عام 2010 حسب إحصاء مكتب تعداد الولايات المتحدة .

## التركيبة السكانية
حدّد مكتب تعداد الولايات المتحدة بيانات التركيبة السكانية لأنسونيا في تعداد الولايات المتحدة. في ما يلي، التركيبة السكانية حسب تعدادي 2000 و2010.

### تعداد عام 2000
بلغ عدد سكان أنسونيا 18,554 نسمة بحسب تعداد عام 2000، وبلغ عدد الأسر 7,507 أسرة وعدد العائلات 4,980 عائلة مقيمة في المدينة. في حين سجلت الكثافة السكانية 1,158.2 نسمة لكل كيلومتر مربع (2,999.7/ميل2). وبلغ عدد الوحدات السكنية 7,937 وحدة بمتوسط كثافة قدره 495.4 لكل كيلومتر مربع (1,283.1/ميل2).
وتوزع التركيب العرقي للمدينة بنسبة 85.52% من البيض و8.42% من الأمريكيين الأفارقة و0.34% من الأمريكيين الأصليين و1.13% من الأمريكيين ذوي الأصول الآسيوية و0.02% من سكان جزر المحيط الهادئ و2.22% من الأعراق الأخرى و2.37% من عرقين مختلطين أو أكثر و7.42% من الهسبانيون أو اللاتينيون من أي عرق.
بلغ عدد الأسر 7,507 أسرة كانت نسبة 34.1% منها لديها أطفال تحت سن الثامنة عشر تعيش معهم، وبلغت نسبة الأزواج القاطنين مع بعضهم البعض 46.1% من أصل المجموع الكلي للأسر، ونسبة 15.6% من الأسر كان لديها معيلات من الإناث دون وجود شريك،  بينما كانت نسبة 4.6% من الأسر لديها معيلون من الذكور دون وجود شريكة وكانت نسبة 33.7% من غير العائلات. تألفت نسبة 28.5% من أصل جميع الأسر من عدة أفراد يعيشون في نفس المنزل ونسبة 12.3% كانت تتألف من شخص يعيش بمفرده يبلغ من العمر 65 عاماً أو أكثر. وبلغ متوسط حجم الأسرة المعيشية 2.46، أما متوسط حجم العائلات فبلغ 3.03.
بلغ العمر الوسطي للسكان 36.8 عاماً. وكانت نسبة 24.2% من القاطنين تحت سن الثامنة عشر، وكانت نسبة 8.1% بين الثامنة عشر والرابعة والعشرين عاماً، ونسبة 31.5% كانت واقعةً في الفئة العمرية ما بين الخامسة والعشرين والرابعة والأربعين عاماً، ونسبة 20.6% كانت ما بين الخامسة والأربعين والرابعة والستين، ونسبة 15% كانت ضمن فئة الخامسة والستين عاماً فما فوق. يوجد لكل 100 أنثى 90.7 ذكر، ويوجد لكل 100 أنثى في الثامنة عشر من عمرها فما فوق 87.0 ذكر.
بلغ متوسط دخل الأسرة في المدينة 43,026 دولارًا، أما متوسط دخل العائلة فبلغ 53,718 دولارًا. وكان متوسط دخل الذكور 40,747 دولارًا مقابل 28,517 دولارًا للإناث. وسجل دخل الفرد الخاص بالمدينة 20,504 دولارًا. وكانت نسبة 6.2% من العائلات ونسبة 7.6% من السكان تحت خط الفقر، وكان من هؤلاء نسبة 12.6% تحت سن الثامنة عشر ونسبة 5.3% في الخامسة والستين من العمر وما فوق.

## معرض صور

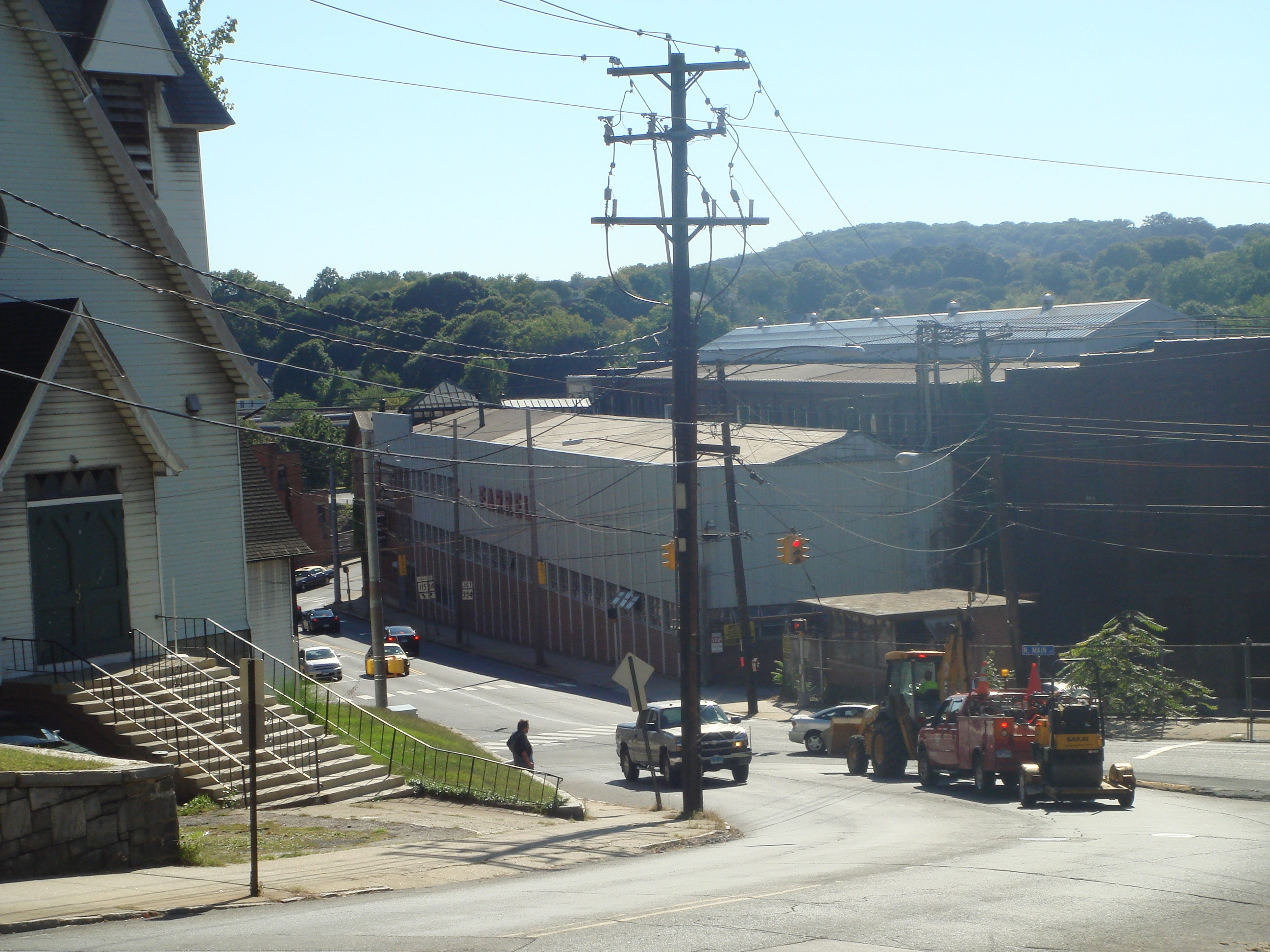
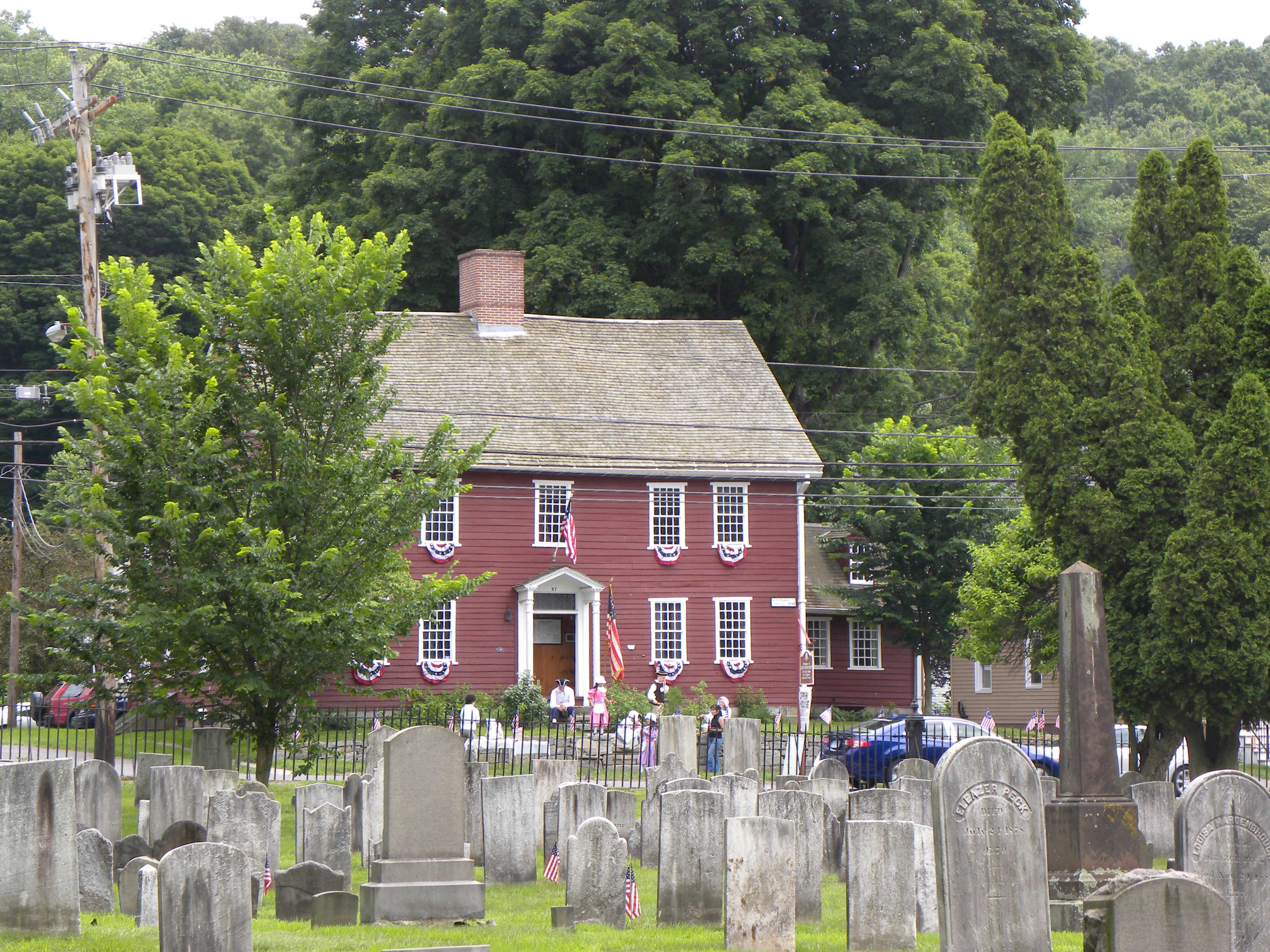
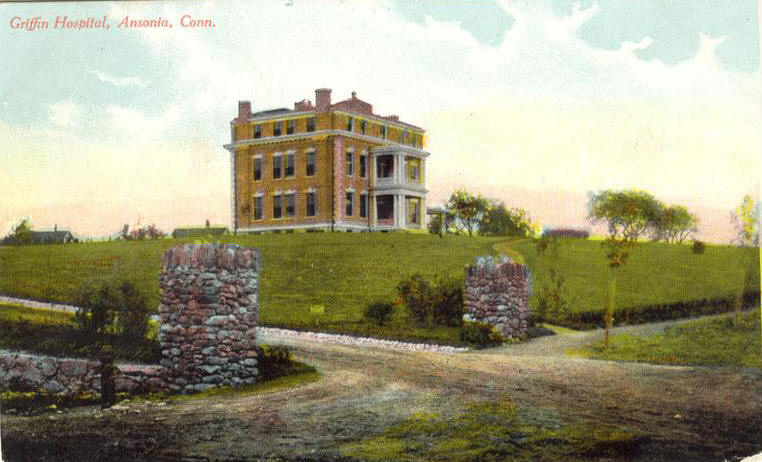
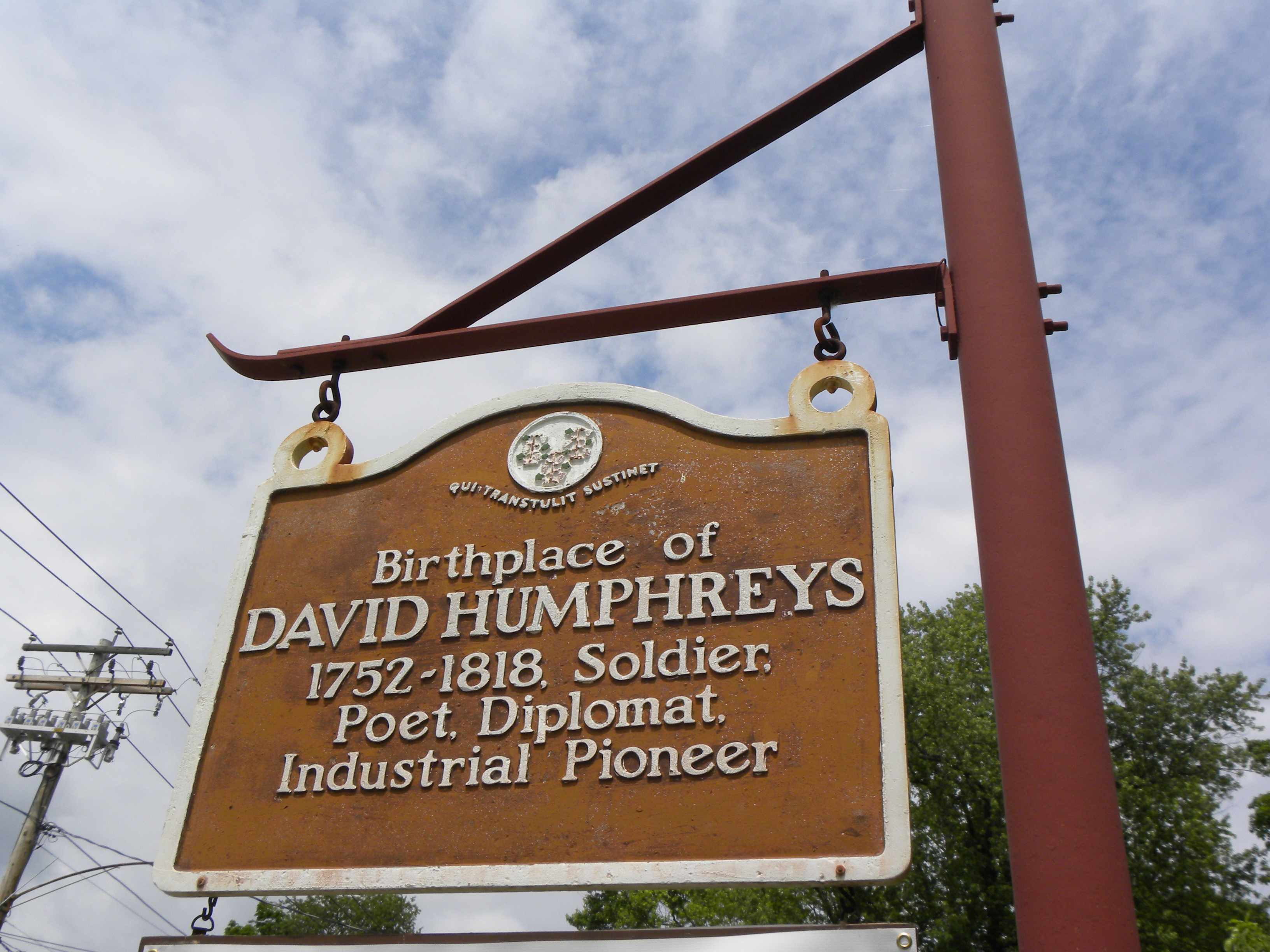
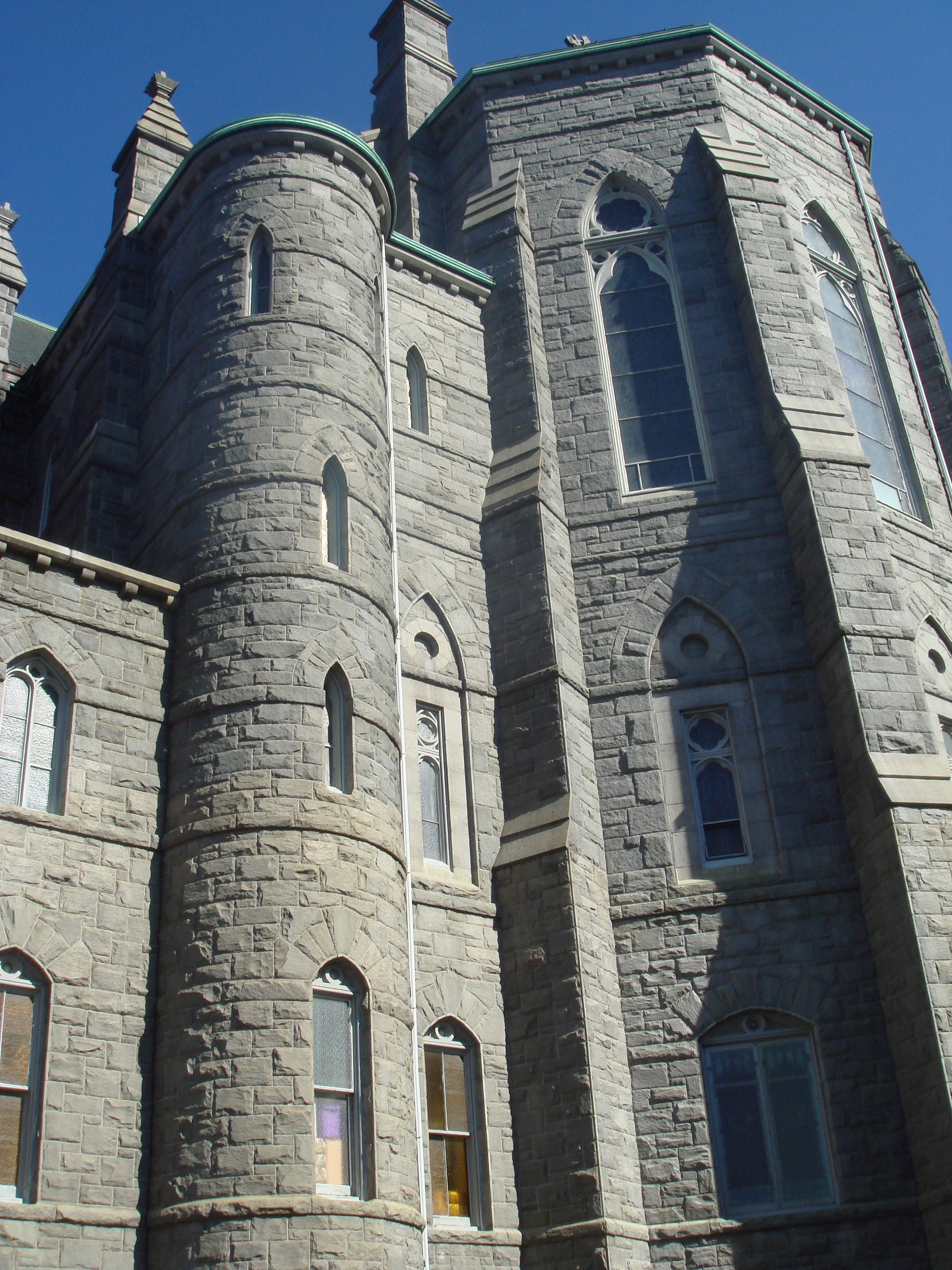
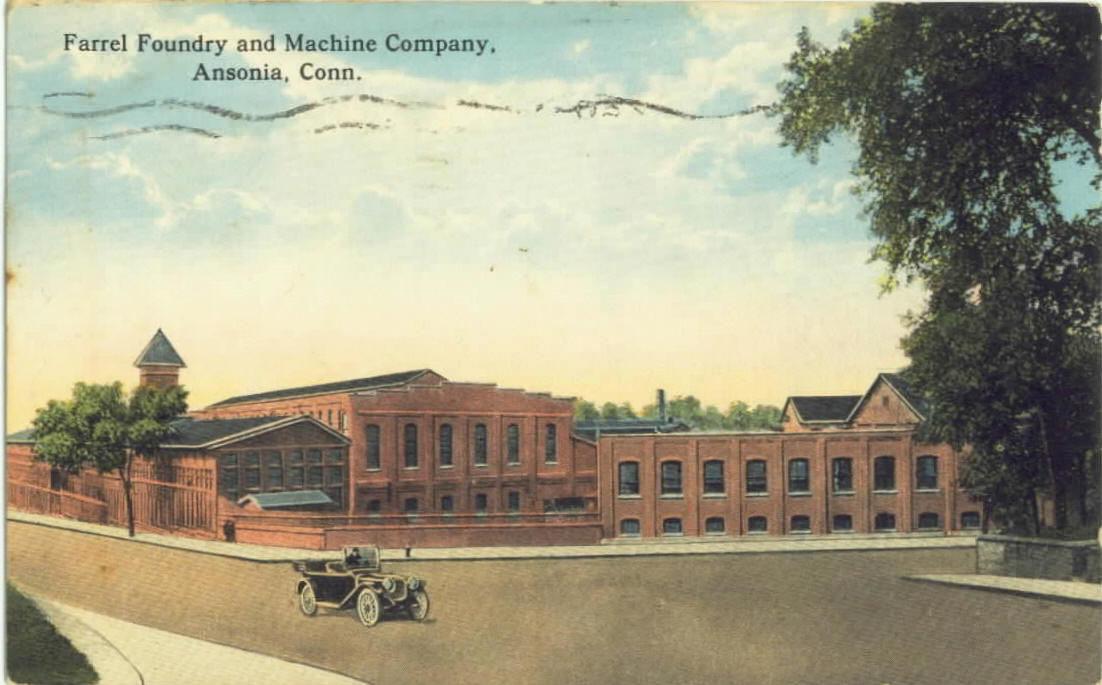

### تعداد عام 2010
بلغ عدد سكان أنسونيا 19,249 نسمة بحسب تعداد عام 2010، وبلغ عدد الأسر 7,510 أسرة وعدد العائلات 5,033 عائلة مقيمة في المدينة. في حين سجلت الكثافة السكانية 1,201.6 نسمة لكل كيلومتر مربع (3,112.1/ميل2). وبلغ عدد الوحدات السكنية 8,148 وحدة بمتوسط كثافة قدره 508.6 لكل كيلومتر مربع (1,317.3/ميل2).
وتوزع التركيب العرقي للمدينة بنسبة 77.62% من البيض و11.59% من الأمريكيين الأفارقة و0.26% من الأمريكيين الأصليين و1.93% من الأمريكيين ذوي الأصول الآسيوية و0.03% من سكان جزر المحيط الهادئ و5.33% من الأعراق الأخرى و3.24% من عرقين مختلطين أو أكثر و16.69% من الهسبانيون أو اللاتينيون من أي عرق.
بلغ عدد الأسر 7,510 أسرة كانت نسبة 34.1% منها لديها أطفال تحت سن الثامنة عشر تعيش معهم، وبلغت نسبة الأزواج القاطنين مع بعضهم البعض 42.7% من أصل المجموع الكلي للأسر، ونسبة 18.4% من الأسر كان لديها معيلات من الإناث دون وجود شريك،  بينما كانت نسبة 5.8% من الأسر لديها معيلون من الذكور دون وجود شريكة وكانت نسبة 33% من غير العائلات. تألفت نسبة 27.3% من أصل جميع الأسر من عدة أفراد يعيشون في نفس المنزل ونسبة 10.4% كانت تتألف من شخص يعيش بمفرده يبلغ من العمر 65 عاماً أو أكثر. وبلغ متوسط حجم الأسرة المعيشية 2.55، أما متوسط حجم العائلات فبلغ 3.11.
بلغ العمر الوسطي للسكان 38.4 عاماً. وكانت نسبة 23.8% من القاطنين تحت سن الثامنة عشر، وكانت نسبة 8.5% بين الثامنة عشر والرابعة والعشرين عاماً، ونسبة 27.2% كانت واقعةً في الفئة العمرية ما بين الخامسة والعشرين والرابعة والأربعين عاماً، ونسبة 27.1% كانت ما بين الخامسة والأربعين والرابعة والستين، ونسبة 13.5% كانت ضمن فئة الخامسة والستين عاماً فما فوق. وتوزع التركيب الجنسي للسكان بنسبة 48.1% ذكور و51.9% إناث.

## أعلام
- أرت هايت
- فرانكلين فاريل
- جون كوكي
- كاتلين هيل
- روبن هنري تاكر الثالث

## وصلات خارجية
- www.cityofansonia.com